# Капелла Перуцци
Капелла Перуцци (итал. Cappella Peruzzi) — капелла церкви Санта-Кроче (Святого Креста) во Флоренции, которая знаменита фресками работы Джотто.

## Исторические данные
Капелла была создана архитектором Арнольфо ди Камбио по заказу богатой семьи флорентийской банкиров и торговцев Перуцци в готическом стиле. Это вторая капелла, расположенная справа от хора. Стенописи были заказаны прославленному художнику Джотто в период, когда тот вернулся из города Падуя, где создал фрески в Капелле Скровеньи.
Церковь Санта-Кроче стала своеобразным пантеоном прославленных уроженцев Флоренции. В церкви похоронены Микеланджело, Галилей, Энрико Ферми. Захоронение было и в капелле Перуцци, ради которого были сбиты фрески в нижней части помещения.
Капелла Перуции расписана Джотто примерно в 1318—1322 годах. Росписи посвящены святым Иоанну Евангелисту и Иоанну Крестителю. В 1714 году не представляющие ценности (по критериям того времени) фрески XIV века были закрыты слоем извести. Стенописи были погребены под побелкой более ста лет. Их расчистили в 1840 году и отреставрировали в связи с усилением внимания к национальному культурному наследию.

## Стенописи капеллы

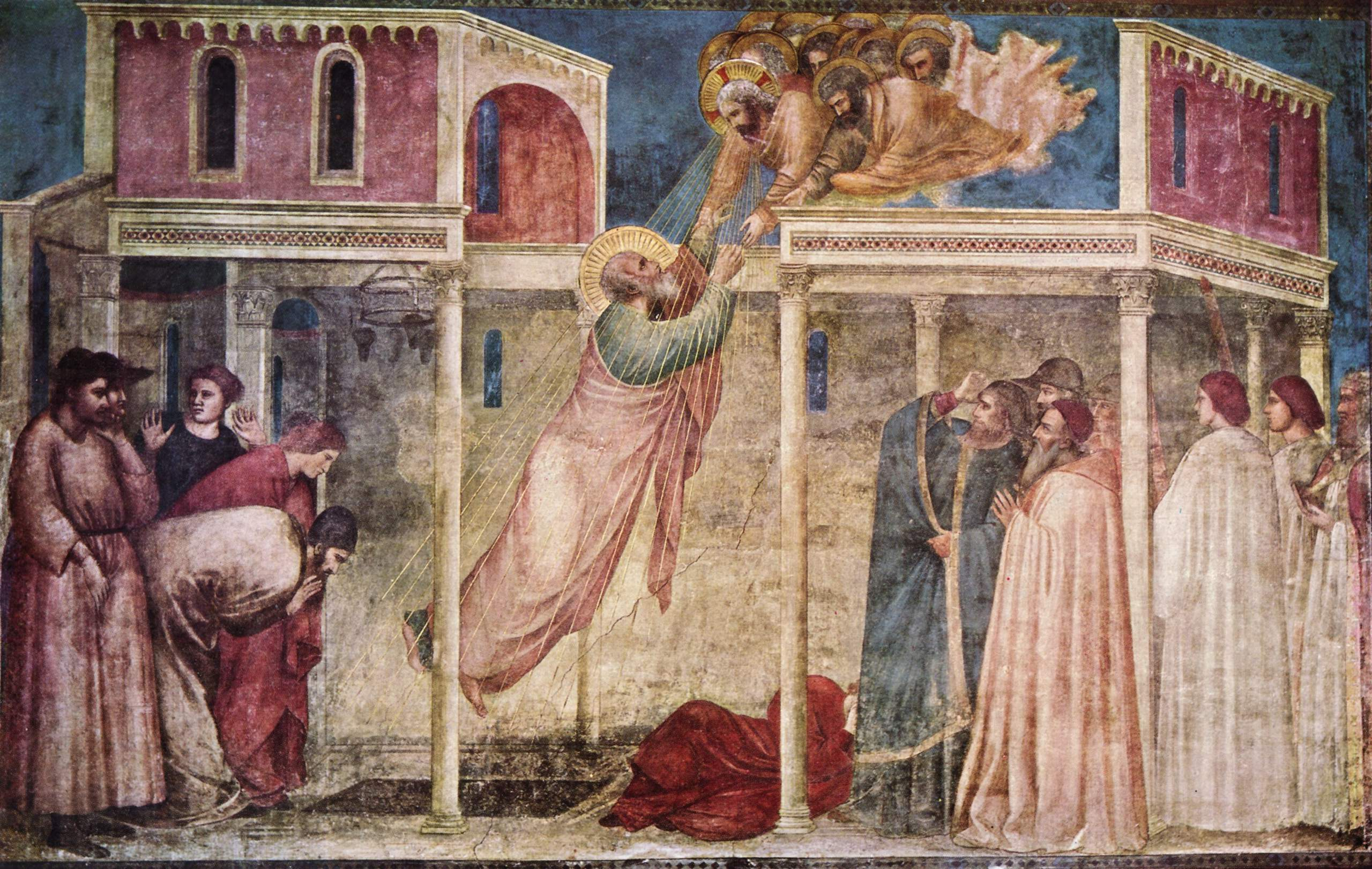
«Вознесение Иоанна Богослова»

Церковь первоначально имела четыре капеллы со стенописью Джотто, но к XX веку сохранилось всего две: капелла Перуцци и Капелла Барди. В Капелле Перуцци представлены сцены из жизнеописаний Св. Иоанна Богослова и Иоанна Крестителя. Это шесть картин на боковых стенах и четыре узких фриза.
Сцены жизни Иоанна Богослова (на правой стене, сверху вниз):
- «Видение на острове Патмос»
- «Воскресение Друзианы»
- «Вознесение Св. Иоанна Богослова».

Сцены жизни Иоанна Крестителя (на левой стене, сверху вниз):
- «Благовестие Закарии о рождестве Иоанна Крестителя»
- «Рождество Иоанна Крестителя и наречение имени»
- «Пир Ирода».

Отсутствие музеев в средневековой Италии компенсировалось значительным количеством выдающихся произведений искусства в церквях и монастырях. Их изучали художники ради совершенствования собственного мастерства. Таким местом была и Капелла Перуцци. Сохранились свидетельства о копировании фресок капеллы художником Мазаччо. Значительный интерес представляют зарисовки фигур Джотто с фрески «Вознесение Св. Иоанна Богослова» созданные Микеланджело Буонарроти.

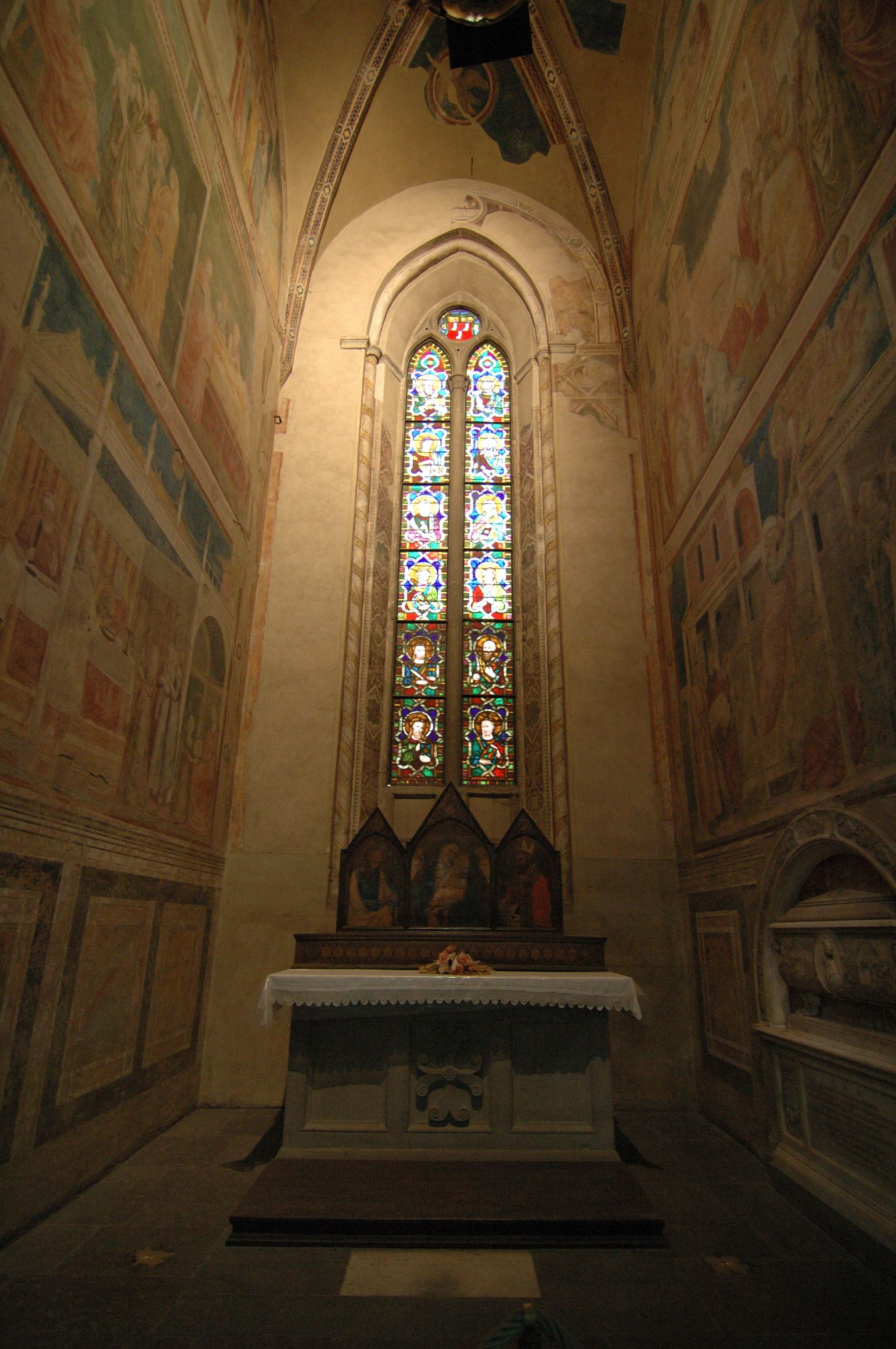
Капелла Перуцци. Общий вид
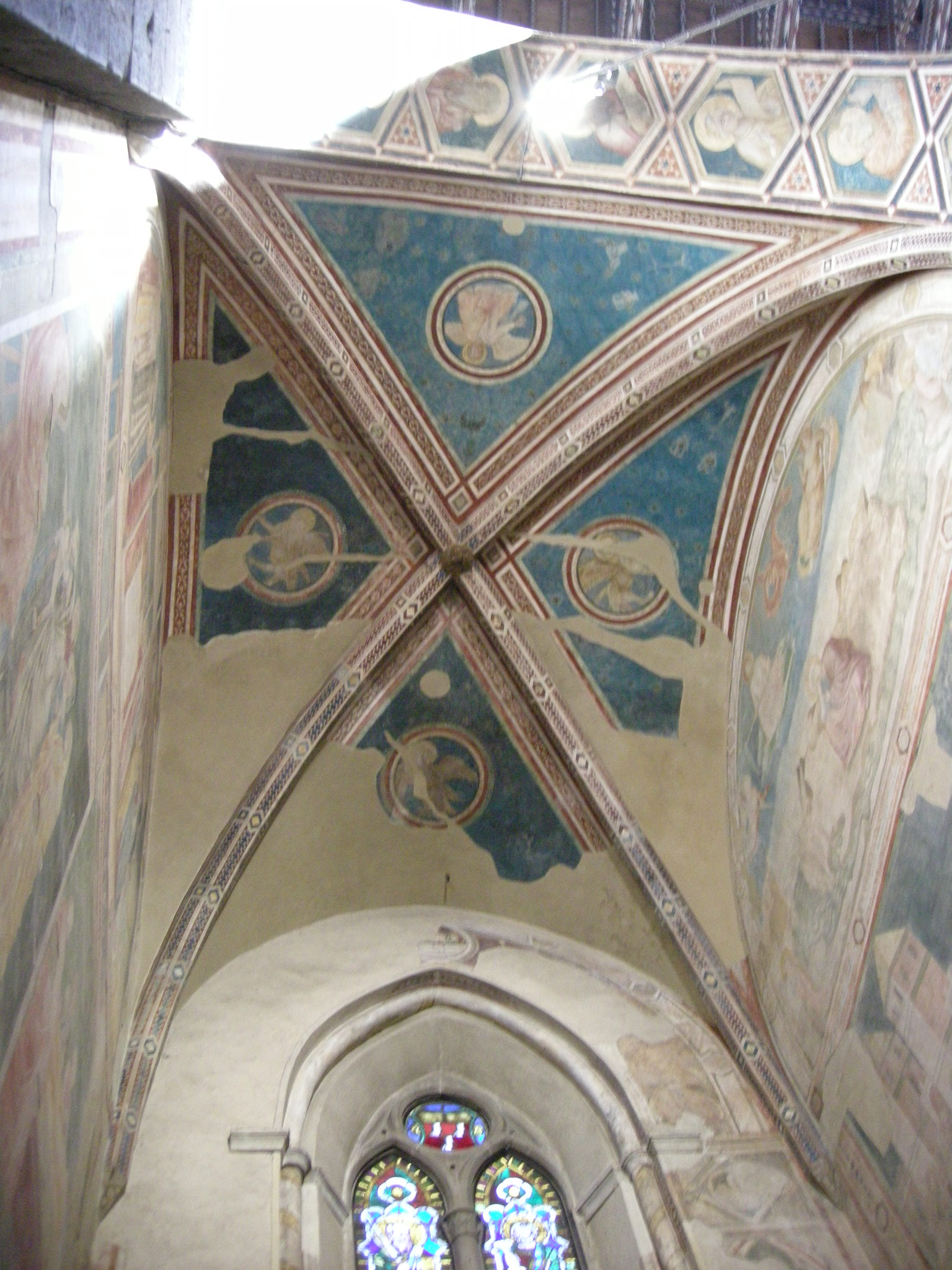
Роспись свода
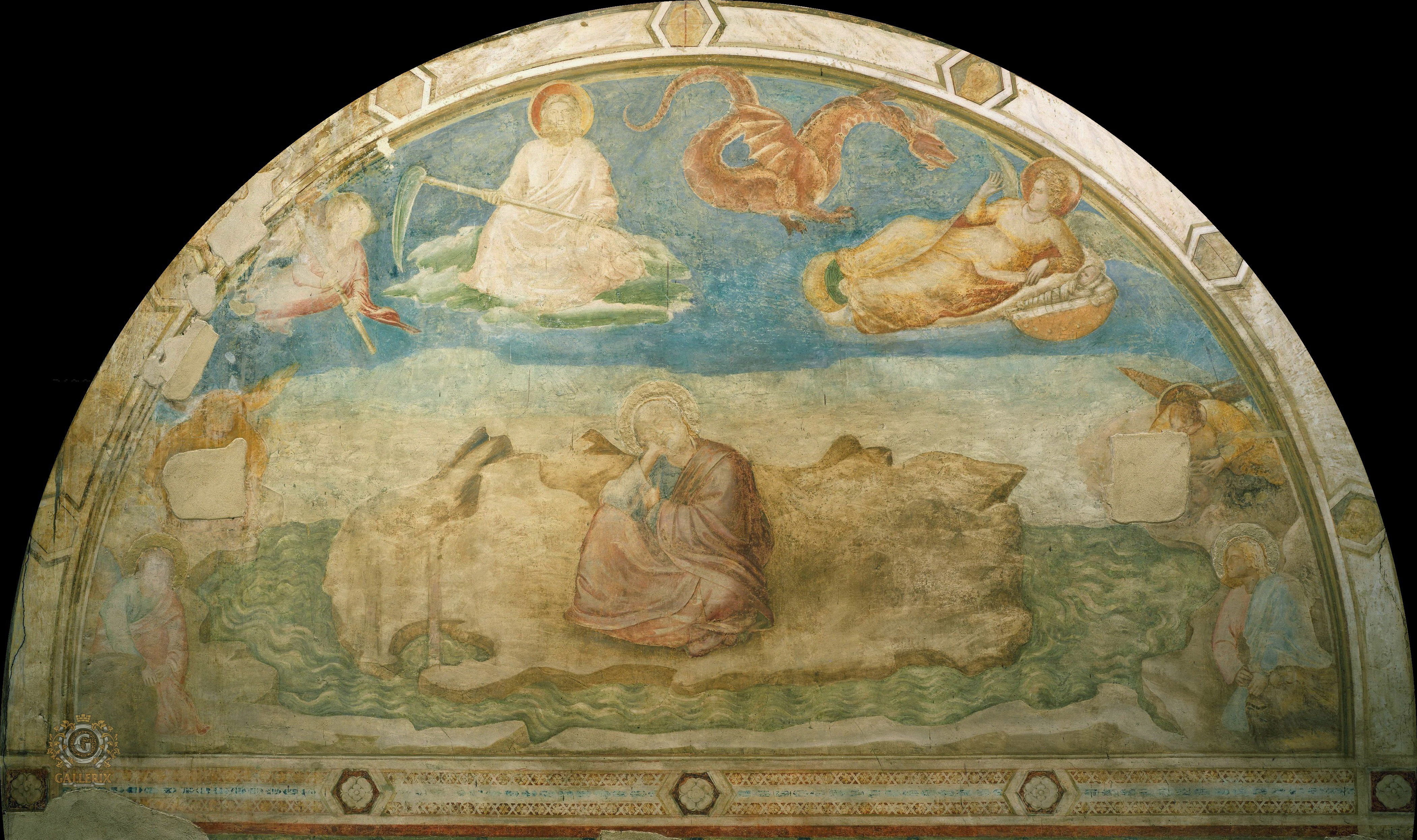
Видение на острове Патмос
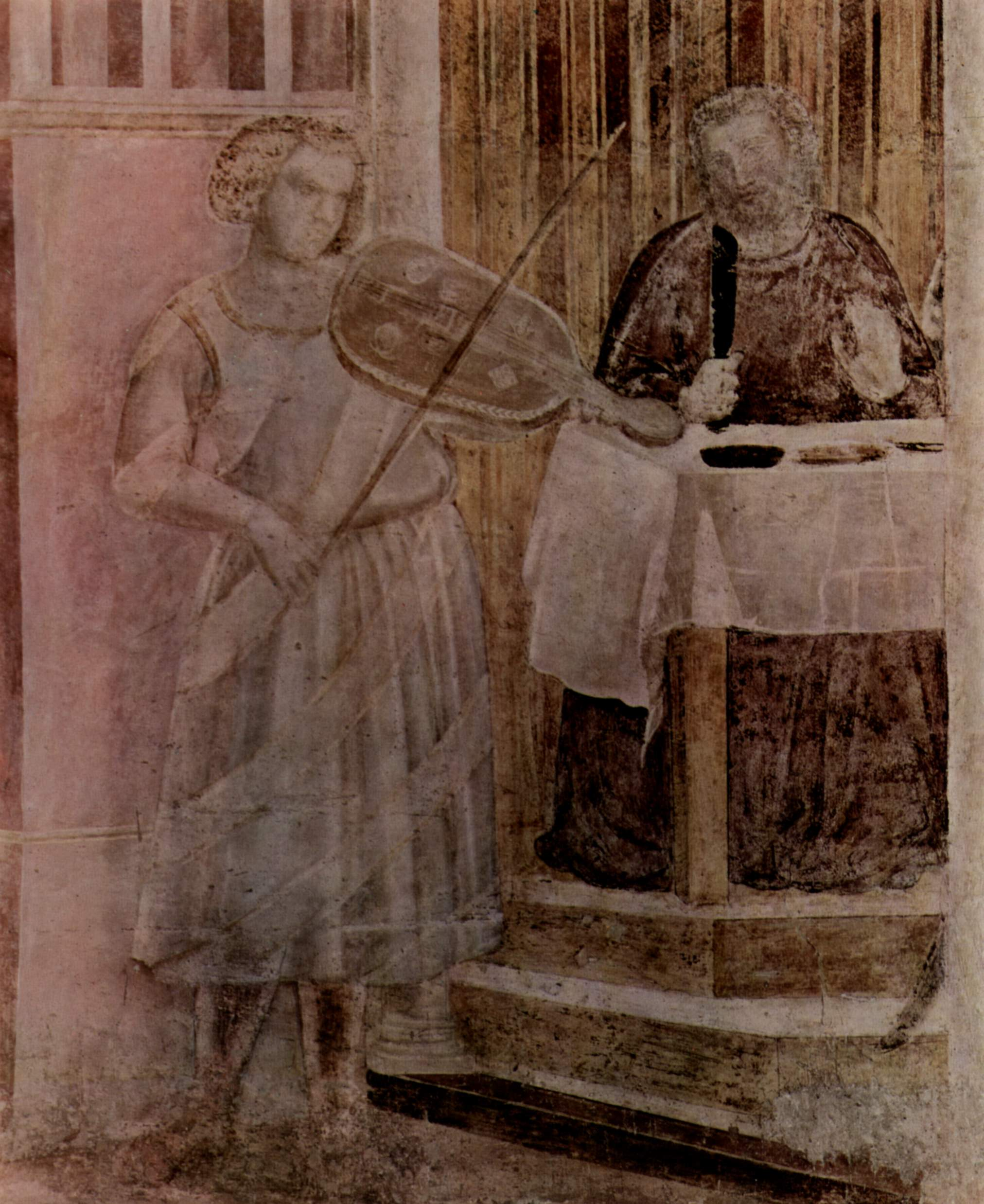
Пир Ирода (фрагмент; музыкант с виелой)
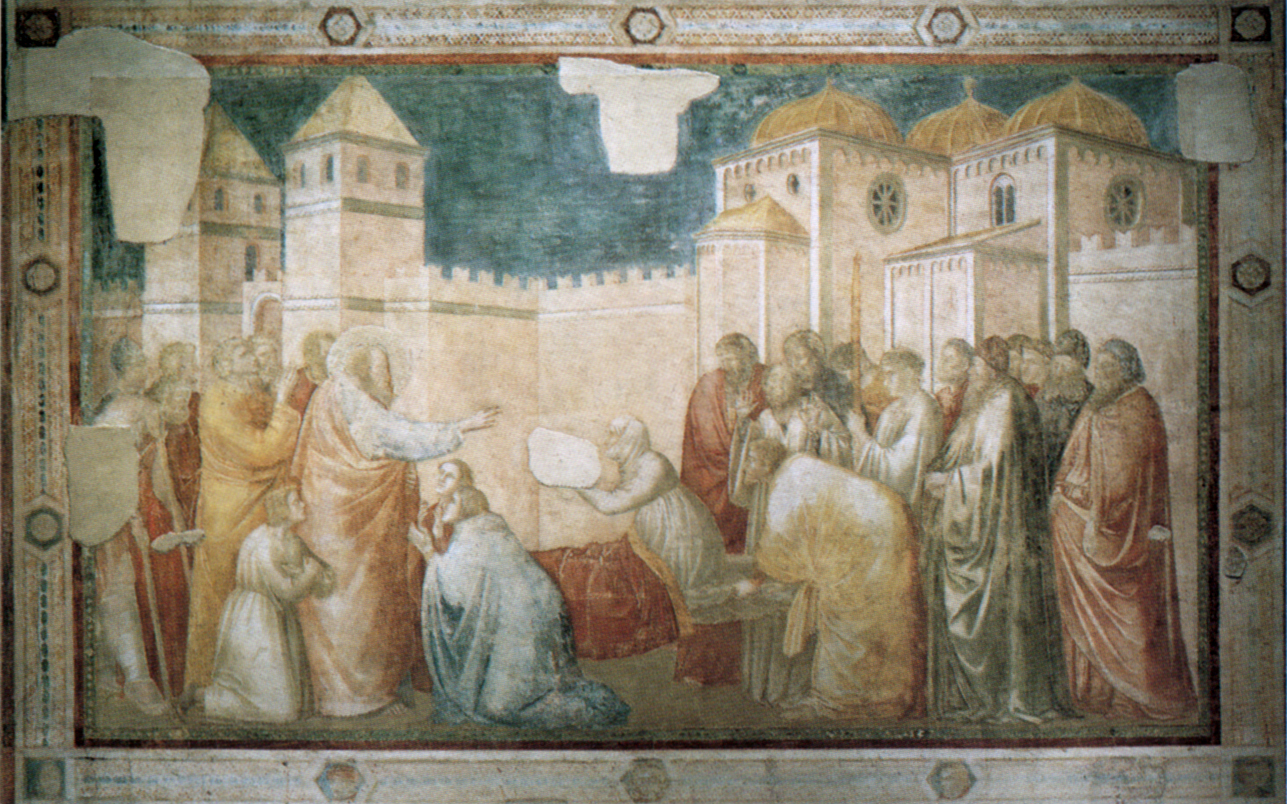
Воскресение Друзианы